# Nikolai Nikolajewitsch Tschenzow
Nikolai Nikolajewitsch Tschenzow (russisch Николай Николаевич Ченцов, andere Schreibweisen auch Chentsov, Chentzov, Čencov oder Čentsov; * 19. Februar 1930 in Moskau; † 5. Juli 1992) war ein sowjetischer/russischer Mathematiker, der sich hauptsächlich mit Stochastik und Statistik beschäftigte.

## Leben
Tschenzow wurde am 19. Februar 1930 in Moskau geboren, seine Eltern waren Jekaterina Iwanowa Tschenzowa (geborene Dorofejewa) und Nikolai Garilowitsch Tschenzow. Tschenzow interessierte sich schon von klein auf für Mathematik und begann 1947 ein Studium an der Lomonossow-Universität, wobei er aktiv an der Organisation der Mathematik-Olympiaden mitwirkte. Außerdem war er noch als Student Mitautor des dreibändigen Werkes "Selected problems and theorems of elementary mathematics". Er promovierte 1958 bei Eugene Dynkin über die Anwendung von stochastischen Prozessen in der Statistik.
Der Schwerpunkt seiner mathematischen Arbeit lag im Bereich der Stochastik und Statistik, wobei er sich auch mit Mathematikgeschichte und Numerik beschäftigte. Insgesamt schrieb er 52 Veröffentlichungen, davon 8 Bücher.
Tschenzow starb nach schwerer Krankheit am 5. Juli 1992. Er wurde auf dem Wwedenskoje-Friedhof beigesetzt.

## Werk
Bekannt ist Tschenzow vor allem durch eine Verallgemeinerung einer Aussage von Andrei Kolmogorow zur Stetigkeit von Pfaden von stochastischen Prozessen, die jetzt auch als Satz von Kolmogorov-Chenzow bekannt ist. Außerdem lieferte er wichtige Arbeit zur Verallgemeinerung der Brownschen Bewegung auf höherdimensionale Indexmengen.

## Auszeichnungen
- Orden des Roten Banners der Arbeit (1956)[1]
- Staatspreis der UdSSR (1972 und 1979)[1]

## Schriften
- Statistical decision rules and optimal inference, American Mathematical Society, Translation of Mathematical Monographs, 1982
- mit David Shklarsky, Isaak Jaglom: The USSR Olympiad problem book : selected problems and theorems of elementary mathematics, Freeman, San Francisco 1962